# Bratovoești
Bratovoești è un comune della Romania di 3 393 abitanti, ubicato nel distretto di Dolj, nella regione storica dell'Oltenia.
Il comune è formato dall'unione di 4 villaggi: Bădoși, Bratovoești, Georocu Mare, Prunet.